# Point of interest

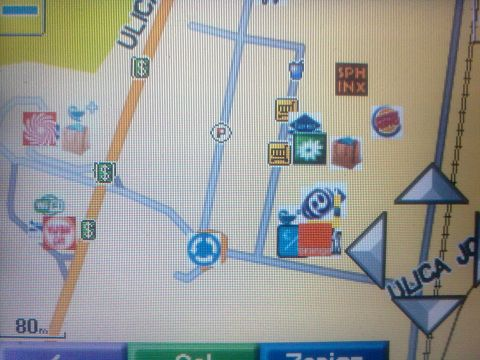
Garmin製GPSナビゲーションの地図上に表現されたPOI

point of interestまたはPOIは、人が興味をもつ特定の場所を意味する、点（ポイント）形式の地理情報。具体的には地図に表示される施設や店、観光地などである。
スポットなどと言い換える場合もある。
POIという言葉は地図学では広範囲に、特に地理情報システム(GIS)などの電子的な応用の分野では頻繁に用いられる。この分野ではウェイポイントと同義である。
POI情報を提供するサービスは広範に亘り、ウェブマッピングを行う地図アプリケーション/地図サービス（Google マップやオープンストリートマップなど）、地理情報に対応したソーシャルメディア（TwitterやInstagramなど）、旅行情報プラットフォーム（Airbnbやトリップアドバイザーなど）などが挙げられる。

## データの詳細と収集・提供
POIの個々のポイントのデータでは、位置座標である経緯度が必ず指定される。そして大抵はその名前と説明を有し、追加情報として住所、種別（カテゴリ）、営業時間、電話番号、写真、評価、アクセシビリティなどの属性が付与されている。地図上ではPOIを地図アイコン（地図記号）で表し、POIのカテゴリによって多数のアイコンを使い分ける。
地図サービスやカーナビゲーションでは、POIデータの件数が多いほどたくさんの店舗・施設等の情報を有していることになり、利便性の向上にも寄与する。一方で表示が多すぎて見づらくならないよう縮尺に応じて選別を行うほか、情報が古くならないよう更新を行う必要がある。POIデータは、前述のようなサービスを通じて利用者にその近くの施設や交通・観光の案内や提案を行うことに利用され、他方ではマーケティングリサーチなどのビジネス目的にも利用され、POIデータの作成販売を行う企業もある。
販売あるいはサブスクリプション形式のデジタル地図のように、商用POIデータセットは通常著作権によって保護されている。しかしながら、ロイヤルティー・フリーのPOIデータを取得できるWebサイトも多数ある。
さらに、スマートフォンをはじめとした携帯機器の普及によって写真や文章投稿のジオタギングが容易になり、POIデータの収集・提供の手段が増え、ボランタリー地理情報(VGI)と呼ばれる利用者提供型のデータが増加した。その中にはクラウドソーシングを用いて情報を収集し、フリーのオープンソースライセンスで提供するプロジェクトもある。
ハンドヘルドGPSのようなGNSS地図デバイスに搭載される、衛星測位システム(GNSS)（GPSを含む）を用いたナビゲーションソフトには地図用の基本的なPOIデータがインストールされているが、この置き換えや追加のデータセットを配布したり、データの管理検証を行うウェブサイトが存在する。

## ファイル形式
プロプライエタリ・フォーマットを含む多くの異なったファイルフォーマットは、さらに同じ基盤となるWGS84システムが使っているPOIデータを格納するのに使われる。同じデータを格納するためにいろいろなバリエーションがある理由は以下の通り:
- この領域において標準がない(GPXはこれに対処する顕著な試みである)。
- ある種のソフトウェアベンダが、端から端まで情報を公開しないという形でデータを保護することを行っている（難解さに基づくセキュリティ（英語版））。
- 競合他社のファイル形式を使う事で発生するライセンス問題の防止。
- 記憶領域の節約、たとえば、浮動小数点数の緯度経度を、より小さい整数値に変換することで。
- 速度とバッテリー寿命(整数値を使う緯度経度の操作は、浮動小数点数値を使うよりも、CPUパワーがより少なくてすむ)。
- データに対するカスタムフィールドの追加要求。
- GNSSを探すより古い参照システムの使用(たとえば、ユニバーサル横メルカトル図法かBritish national grid reference system)。

以下は異なったベンダとPOIを交換するためのデバイス(とある種の場合、navigation tracksも)によって使われている、いくつかのファイルフォーマットである:
- ASCII テキスト (.asc .txt .csv)
- Topografix GPX (.gpx)
- ガーミン Mapsource (.gdb)
- Google Earth KML (.kml .kmz)
- Pocket Street Pushpins (.psp)
- Maptech Marks (.msf)
- Maptech Waypoint (.mxf)
- Microsoft MapPoint（英語版） Pushpin (.csv)
- en:OziExplorer (.wpt)
- en:TomTom Overlay (.ov2)

サードパーティーとベンダが供給しているユーティリティはGNSSデバイスかシステムに非互換のものと交換する事が出来るようにするため、異なったフォーマット間でPOIデータを変換するのに使える。さらに、多くのアプリケーションは、GNSSのコーディネートが表すことが出来る(すなわち、十進対度/分/秒)多くの方法と同じように、その緩い構造でエラーを起こしやすい、汎用的なASCIIテキスト形式をもサポートしている。